# Fatima Benomar
Pour les articles homonymes, voir Benomar.
Fatima-Ezzahra Benomar, née en 1983 à Rabat (Maroc), est une militante marocaine pour les droits des femmes. Elle s'installe en France en 2001 pour y poursuivre ses études. Dès 2009, elle milite au sein de l’association Osez le féminisme ! dont elle est membre du bureau, responsable des questions d'égalité professionnelle. Après avoir participé à la campagne présidentielle de 2012 pour Jean-Luc Mélenchon, elle quitte le Parti de gauche et cofonde l'association Les effronté-es, avant de rejoindre le collectif féministe #NousToutes.

## Biographie
Fatima Benomar grandit dans une famille marocaine de la classe moyenne. Son père est professeur de philosophie. Elle obtient un bac arts plastiques et s’intéresse à la culture française en fréquentant l'Institut français.
En 2001, à 17 ans, elle s'installe en France pour étudier le cinéma à l’université Paris-Diderot. Elle se syndique à l’Unef et participe au mouvement contre le contrat première embauche de 2006.
Intermittente du spectacle, graphiste et monteuse, elle se retrouve sans titre de séjour en 2011, puis obtient sa régularisation en août 2012 ; en 2015, elle est de nouveau sans papier et doit redemander sa régularisation.

## Positions politiques et militantisme

### Campagnes présidentielles et quinquennats

#### 2012
Pendant la campagne présidentielle de 2012, elle milite au côté de Jean-Luc Mélenchon en tant que chargée des questions liées aux droits des femmes. « Ex encartée au PS, je suis venue ici car le mouvement de Jean-Luc Mélenchon était le plus féministe des partis », déclare-t-elle en mars 2012 au magazine Slate. 
Pour des « problèmes de démocratie interne et de fonctionnement du parti », elle quitte le Parti de gauche. Cette version des faits est ensuite rectifiée par un témoignage sur son blog rendant compte d'une campagne de harcèlement moral interne,.
En septembre 2022, le magazine Marianne rappelle ses explications fournies dans son blog : « Lors de la campagne de 2012, brusquement et sans raison, celle-ci se retrouve exclue des actions militantes du parti. […] En 2015, alors que Fatima Benomar écrit un long mail à l’équipe de campagne pour protester, Sophia Chikirou lui répond par un message cinglant : "Pauvre fille… ne t’avise plus de m’écrire. Servir d’objet sexuel ne te donne aucun droit". » Son témoignage figure de manière plus détaillée dans le livre-enquête « La meute » de Charlotte Belaïch et Olivier Pérou.

#### 2017
En 2017, aux côtés d'autres militantes féministes comme Chris Blache, Marlène Coulomb-Gully, Caroline De Haas, Dominique Méda, Emmanuelle Pierre-Marie et Ernestine Ronai, elle interpelle les candidats de gauche à l'élection présidentielle dans une tribune publiée dans Libération afin qu'ils s'accordent sur une candidature unique. 
Emmanuel Macron ayant remporté l'élection, Fatima Benomar lance avec quatre autres militantes féministes la campagne #SoyezAuRdv pour réclamer d'importants moyens affectés à la lutte contre les violences faites aux femmes.
En décembre 2017, elle fait partie des 100 personnalités qui demandent à Emmanuel Macron d’augmenter le budget alloué à la lutte contre les violences faites aux femmes
Deux ans plus tard, elle interpelle de nouveau le président Macron pour obtenir une meilleure protection des femmes victimes de violences de leur conjoint ou ex-conjoint, aux côtés de Caroline De Haas, Rokhaya Diallo et Inna Shevchenko, dans une tribune du journal Le Monde.

#### 2022
En mai 2022, quelques jours avant que n'éclate l'affaire de la mise en cause du militant et journaliste Taha Bouhafs pour violences sexuelles, elle déclare au journal Marianne que « Taha [a] réussi, dans le périmètre précis des organisations progressistes, à négocier qu'on lui passe tout, ou presque, au prétexte de son jeune âge ou de sa virulence, même quand il a des comportements de domination et de pression » puis, dans une interview dans le media Regards, que « ça faisait longtemps que Taha Bouhafs était une personne qui posait problème, par rapport à la violence de son comportement dans les milieux militants. »
En juin 2022, elle participe à l'organisation d'un rassemblement, avec le collectif NousToutes, place du Châtelet à Paris, pour réclamer la démission de Gérald Darmanin, de Damien Abad et d'Éric Dupond-Moretti, deux ministres accusés de viols et un ministre accusé de propos banalisant les violences sexuelles. La mobilisation aura gain de cause concernant l'ancien ministre Damien Abad qui ne figure plus au gouvernement après un remaniement, tandis que Darmanin et Dupond-Moretti sont maintenus dans leurs fonctions. Cette double nomination sonne comme un « avertissement », « une déclaration de guerre », « un bras d’honneur », dénoncent les militantes, évoquant leur « écœurement ».
Début juillet 2022, au moment où éclate l'affaire du député de Seine-Saint-Denis Éric Coquerel, accusé par Sophie Tissier de harcèlement et d'agression sexuels, Fatima Benomar atteste avoir eu connaissance du témoignage direct de Sophie Tissier sans avoir pu en parler. Invitée par BFM TV pour commenter cette déclaration, elle dénonce une « stratégie de défense de LFI, qui verrouille la parole. »
Le 20 septembre 2022, à la suite de l'affaire du député Adrien Quatennens, mis en cause pour des violences conjugales, elle co-signe avec plus de 500 militantes féministes la tribune « Violences sexistes et sexuelles : l’impunité est révolue, place à la relève féministe » dans le journal Libération. Le lancement du mouvement de la #RelèveFéministe bénéficie rapidement d'une grande couverture médiatique, réclamant la fin de l'omerta concernant les violences sexistes et sexuelles en politique,.
En décembre 2022, elle fait partie des plus de mille membres de La France insoumise et de la NUPES qui réclament, dans une tribune, l'exclusion d'Adrien Quatennens.

### Sur le mal-logement
En 2013, la réalisatrice Pascale Berson-Lécuyer réalise un court métrage sur elle, alors qu'elle vit depuis plusieurs mois dans un squat proche de la gare du Nord, à Paris. En 2014, elle ouvre et vit dans un autre squat féministe, le SAFE, installé dans un hôtel désaffecté du 14e arrondissement de Paris.
En 2015, les habitants du squat lancent une campagne pour que la Mairie de Paris rachète le bâtiment et le transforme en logements sociaux. En 2021, la mairie de Paris décide en effet d'exproprier les propriétaires de l'hôtel fermé depuis 10 ans pour en faire un HLM.

### Sur les questions féministes
Cette section ne s'appuie pas, ou pas assez, sur des sources secondaires ou tertiaires indépendantes du sujet. Le texte peut contenir des analyses inexactes ou inédites de sources primaires.
Pour l'améliorer, ajoutez-en, ou placez des modèles {{Source secondaire souhaitée}} ou {{Source secondaire nécessaire}} sur les passages mal sourcés. (janvier 2023)
En 2009, Fatima Benomar s’engage dans la lutte féministe en adhérant à l'association Osez le féminisme !, dont elle est élue en 2010 au bureau national.
Elle participe en 2012 à la création de l'association féministe Les effronté-es pour lutter contre le sexisme et les politiques de rigueur qui pénalisent les droits des femmes. En mars 2017, l'association est qualifiée par le magazine féminin Elle comme la plus médiatique des nouveaux visages du féminisme.
En 2013, elle publie le livre Féminisme : la Révolution inachevée, préfacé par la députée communiste Marie-George Buffet. 

#### Affaire Jacqueline Sauvage
En février 2016, elle s'engage dans la mobilisation de plusieurs féministes pour obtenir la grâce de Jacqueline Sauvage, une femme qui a tué son mari qu'elle accuse de violences conjugales pour justifier son geste. « Il faut que ça soit une vraie ouverture de brèche pour une prise de conscience. Tous les deux jours et demi, une femme meurt sous les coups de son conjoint dans notre pays », déclare-t-elle au journal Le Monde. En novembre 2016, alors que la libération de Jacqueline Sauvage est de nouveau refusée, elle s'insurge : « Il aura fallu qu’une victime tue son bourreau pour qu’on en parle enfin, car si Jacqueline Sauvage n’avait pas commis l’irréparable, elle aurait sans doute rejoint la longue file des anonymes assassinées. » A sa mort, en juillet 2020, elle lui rend hommage.

#### PMA
Fatima Benomar défend l'accès à la PMA pour toutes les femmes. En 2013, au moment du vote de la loi autorisant le mariage entre personnes de même sexe en France, elle déclare au journal L'Humanité : « nous voulons un texte le plus complet possible, c’est-à-dire intégrant l’adoption et la filiation des enfants, ainsi que la procréation médicalement assistée pour les femmes,. » La PMA pour toutes n'entre finalement en vigueur qu'en septembre 2021.

#### Egalité salariale
Le 8 mars 2017, à l'occasion de la Journée internationale des droits des femmes, les féministes et les syndicats appellent pour la première fois ensemble à faire grève pour l’égalité salariale. « Cette année, nous ne voulions pas interpeller les candidats et obtenir des promesses qui n’engagent que ceux qui les croient, affirme Fatima Benomar. L’égalité salariale faisait partie des soixante engagements de François Hollande. »

#### Avortement
Elle est une fervente défenseuse du droit à l'avortement. En octobre 2018, elle fait partie d'un collectif de 343 femmes estimant qu'un « danger » pèse sur ce droit face à la « montée des nationalismes et du conservatisme » en Europe.
En 2021, le collectif réclame l'allongement des délais légaux d'accès à l'IVG et obtient satisfaction l'année suivante.
En janvier 2023, elle fait partie des personnalités à réclamer auprès du Sénat français qu'il vote en faveur du projet de loi visant à constitutionnaliser le droit à l'avortement, à la suite notamment de la révocation de l’arrêt Roe vs Wade par la Cour suprême des États-Unis, qui garantissait le droit des Américaines à avorter.

#### VSS
Très engagée dans la lutte contre les violences sexistes et sexuelles, en 2019, avec d'autres militantes, elle s'adresse directement au président Emmanuel Macron pour l'alerter sur les chiffres alarmants des femmes décédées sous les coups de leurs compagnons depuis le début de l'année, mais aussi sur le manque de moyens dont disposent les associations qui accompagnent les victimes,. Elle organise en tant que membre du collectif #NousToutes un die-in, place de la République à Paris, pendant lequel elle lance : « Dès la mi-octobre, nous avons atteint le nombre de victimes total de l'année dernière », soit 121 femmes. « Quelle efficacité réelle peut-on attendre des politiques publiques si elles ne sont pas financées ? »
Elle pointe le « chiffre aberrant de 80 % de plaintes classées sans suite parce que, quand les femmes vont porter plainte pour des violences conjugales, on auditionne les victimes, pas forcément systématiquement les accusés, et beaucoup moins l'entourage. »

#### Harcèlement de rue
En 2017, après avoir été harcelée dans la rue par un homme devant trois policiers passifs, Fatima Benomar lance une pétition réclamant la formation des forces de l'ordre au harcèlement de rue. Elle recueillera plus de 180 000 signatures.

#### #MeToo
En octobre 2017, à la suite de l'explosion du mouvement #MeToo sur les réseaux sociaux, elle salue « une révolution, une prise de conscience, une incroyable libération de la parole des femmes. »
En septembre 2020, après la nomination d’un tandem paritaire à la tête des César, qui avaient pourtant récompensé le réalisateur Roman Polanski quelques mois plus tôt malgré les accusations portées contre lui, elle déclare au journal Le Monde : « On ne peut pas accorder comme ça des symboles et des contre-symboles » considérant que cette situation « force certaines femmes à s’extraire de cette institution. »
Interviewée en octobre 2022 par Cheek Magazine à l'occasion des 5 ans de #MeToo, elle répond : « Je ne sais pas s’ils ont honte, mais oui, des hommes ont aujourd’hui peur de recevoir un coup de fil d’Élise Lucet ou de Mediapart. Ils ont peur en voyant ressurgir les spectres de femmes qu’ils croyaient sans force […]. Ils n’en reviennent pas de les entendre prendre la parole à visage découvert, en collectif, les accuser, porter plainte contre eux des années après. »
Le 14 mai 2024, elle fait partie des 100 personnalités du mouvement #metoo intégrées au dispositif photographique inédit du journal Le Monde, qui y consacre sa une et sa quatrième de couverture, accompagné de la tribune « #metoo : On persiste et on signe ! » demandant « une loi intégrale » contre les violences sexuelles.

#### Femmes voilées
Elle défend régulièrement les droits des femmes voilées en France. Concernant l'interdiction faite aux femmes voilées d’accompagner leurs enfants lors de sorties scolaires, elle considère que « cela revient à les désocialiser, et à les désespérer tant qu’elles n’auront pas retiré leur voile. Sans parler des lieux qui ne leur sont pas interdits mais où elles seront insultées et agressées, au vu de toutes ces polémiques. »
En octobre 2019, elle publie avec d'autres responsables féministes la tribune « Féministes, nous sommes solidaires avec les femmes voilées », où elles déplorent que « depuis maintenant plusieurs semaines, nous voyons des présentateurs, des chroniqueurs et différents invités se succéder sur les plateaux de télévision pour conspuer dans les termes les plus brutaux les femmes qui portent un voile. »
En 2020, elle est présentée par l'hebdomadaire Le Point, dans un article sur le coprésident de la FCPE Rodrigo Arenas, comme étant « proche des indigénistes et défendant le voile dans le milieu professionnel. »

#### Droits des femmes transgenres
Elle défend également les droits des femmes transgenres qui « subissent, elles aussi, le patriarcat dans toutes les violences qu’il contient, en plus de la transphobie qui les discrimine sur tous les plans : accès au travail, au logement, aux soins, peuvent se voir refuser la garde de leurs enfants, et sont exposées aux agressions physiques ou sexuelles, aux violences conjugales, au viol, aux situations de danger, au harcèlement, et au féminicide. »
Quelques jours plus tard, elle fait partie des signataires d'une tribune publiée dans Libération, « Le débat sur la place des femmes trans n’a pas lieu d’être », pour contredire une autre frange du mouvement féministe qui réclame l'exclusion des femmes transgenres de leurs espaces militants.
En octobre 2022, elle dénonce avec plusieurs autres militantes « le traitement que réserve Wikipédia aux personnes trans, non binaires et intersexes » dans une tribune publiée dans L'Obs. Un mois plus tard, c'est dans Libération qu'elle co-signe une tribune publiée au moment de l’examen, à l’Assemblée nationale, des propositions de loi pour inscrire le droit à l’IVG dans la Constitution, afin de défendre une formulation du texte sans mention spécifique du sexe pour ne pas exclure les hommes transgenres.

#### Prostitution
Elle se positionne pour l'abolition de la prostitution. 
Elle est aussi contre l'assistance sexuelle pour les personnes handicapées.

#### Réunions en non-mixité
Elle défend les réunions en non-mixité car, « dans ces réunions, les femmes arrivent à parler en confiance, elles arrivent à s’exercer à la parole ce qui n’est pas évident. »

#### Tour de France
Le 25 juillet 2019, Fatima Benomar déclare dans un entretien vidéo avec la chaîne Konbini être victime de cyberharcèlement de la « fachosphère » sur les réseaux sociaux, pour ses positions relative aux hôtesses dans le Tour de France qui doivent embrasser les lauréats sur le podium, pratique qu'elle considère sexiste, et qu'elle a dénoncé dans une pétition en ligne qui a recueilli près de 30 000 signatures.
Elle indique que « les femmes ne sont pas des prix, des récompenses, des potiches, ou des objets sexuels. Ce sont des athlètes et leur place est sur le podium en tant que sportives, et pas en tant que récompense ». À la suite de cette campagne, des hôtesses d'accueil créent le collectif #Pastapotiche pour dénoncer les violences sexuelles, les remarques graveleuses et le sexisme qu'elles subissent,.
En août 2020, le directeur du Tour de France, Christian Prudhomme, annonce qu'un duo d'hôtes mixte se substituera désormais aux podiums 100 % féminin. En janvier 2021, un reportage de la série Arte Regards consacré au cyberharcèlement qu'elle a subi, ainsi que deux autres protagonistes, est diffusé sur Arte.

## Publications
- Féminisme : la Révolution inachevée (préf. Marie-Georges Buffet), Éditions Bruno Leprince, 2013, 120 p. (ISBN 978-2-3648-8042-9)
- Collectif, sous la direction de Samuel Lequette et Delphine Le Vergos, Cours petite fille !, Éditions Des femmes, 2019, 300 p. (ISBN 978-2-7210-0739-1)
- Collectif, sous la direction de Claire Savina, Foutues pour foutues, Éditions de la dernière lettre, 2023, 238 p. (ISBN 978-2-4911-0910-3)
- Adolie day et Fatima Benomar, Un futur pour elles : la déclaration des droits des filles, Larousse, 2024, 30 p. (ISBN 9782036050860)[74]